# Кама-Елга
 Кама-Елга  — деревня в Альметьевском районе Татарстана. Входит в состав Бишмунчинского сельского поселения.

## География
Находится в юго-восточной части Татарстана на расстоянии приблизительно 18 км на восток-юго-восток от районного центра города Альметьевск.

## История
Основана в 1920-х годах.

## Население
Постоянных жителей было: в 1926—225, в 1938—255, в 1949—232, в 1958—187, в 1970—131, в 1979—116, в 1989 — 48, в 2002 — 60 (татары 98 %), 63 в 2010.